# Grupa Azoty Koltar
Grupa Azoty „KOLTAR” (identyfikator literowy – KLTAR) – towarowy przewoźnik kolejowy w Polsce. Firma należy do Grupy Azoty.

## Historia
Spółka powstała 1 stycznia 2000 w wyniku wyodrębnienia Zakładu Transportu Kolejowego, będącego wcześniej częścią Zakładów Azotowych w Tarnowie-Mościcach (później Grupa Azoty). Pierwotnie zadaniem przedsiębiorstwa była obsługa ruchu na bocznicy kolejowej w Tarnowie Mościcach. Po uzyskaniu w 2003 licencji przewoźnika kolejowego, a następnie certyfikatu bezpieczeństwa, firma zajęła się przewozami towarowymi. 
Do 2013 spółka nosiła nazwę Przedsiębiorstwo Transportu Kolejowego Koltar (PTK Koltar). W związku ze zmianami własnościowymi w Grupie Azoty przyjęła nazwę – Grupa Azoty KOLTAR. 1 kwietnia 2015 nastąpiła ponowna zmiana nazwy spółki na Grupa Azoty „KOLTAR”. 

## Charakterystyka
Głównym zadaniem przedsiębiorstwa jest utrzymanie taboru oraz obsługa bocznicy kolejowej, będących własnością Grupy Azoty. Spółka posiada uprawnienia do wykonywania napraw podwozi wagonowych oraz zbiorników cystern przeznaczonych, do przewozu materiałów niebezpiecznych według RID. Grupa Azoty KOLTAR zajmuje się m.in. wykonywaniem licencjonowanych przewozów kolejowych towarów (w szczególności produktów chemicznych i surowców energetycznych), obsługą manewrową bocznicy kolejowej zakładów azotowych w Tarnowie-Mościcach, wynajmem taboru kolejowego oraz usługami remontowo-naprawczymi taboru.
Koltar zajmuje się: wykonywaniem licencjonowanych przewozów kolejowych towarów, obsługą manewrową bocznicy kolejowej Zakładów Azotowych w Tarnowie-Mościcach, udostępnianiem pojazdów trakcyjnych, wynajmem taboru kolejowego oraz usługami remontowo-naprawczymi taboru.
Grupa Azoty KOLTAR dysponuje taborem, w skład którego wchodzą wagony typu: 430S, 419R, 416R, 422R, 441R, 406R, 437R, 437W, 437Wa, 408R, 434R, 435R, 438R, 421R, 430R, 421V, 417F, 24V, 426V, 426W, 421S, GRAFF, 206S, 201V, 203R, 29R, 1004Do, 32R, 41/2Ws i 59Ws oraz lokomotywy: SM42, ST44, TEM2 i 6Dg.

## Nagrody i wyróżnienia
Grupa Azoty KOLTAR została laureatem prestiżowych wyróżnień na przestrzeni lat: Gazele Biznesu w 2009, 2011, 2012 i 2013 oraz Rzetelni w Biznesie w 2011 i 2012.